# Wolfsangel
Il Wolfsangel (in alto tedesco medio lett. "amo per lupi") è un simbolo, originario della Germania, simile alla runa Eihwaz.
Rappresentante un gancio per la caccia al lupo, come già suggerisce il nome, tale simbolo era occasionalmente riprodotto dal tardo medioevo sui cippi delimitanti le zone boschive. È possibile potesse fungere anche da talismano contro gli attacchi di questo animale.
Tale simbolo fu adottato sin dai primi tempi dal nazismo, sebbene poi soppiantato dalla svastica, e in seguito da numerose unità militari della Germania nazista.

## Origini

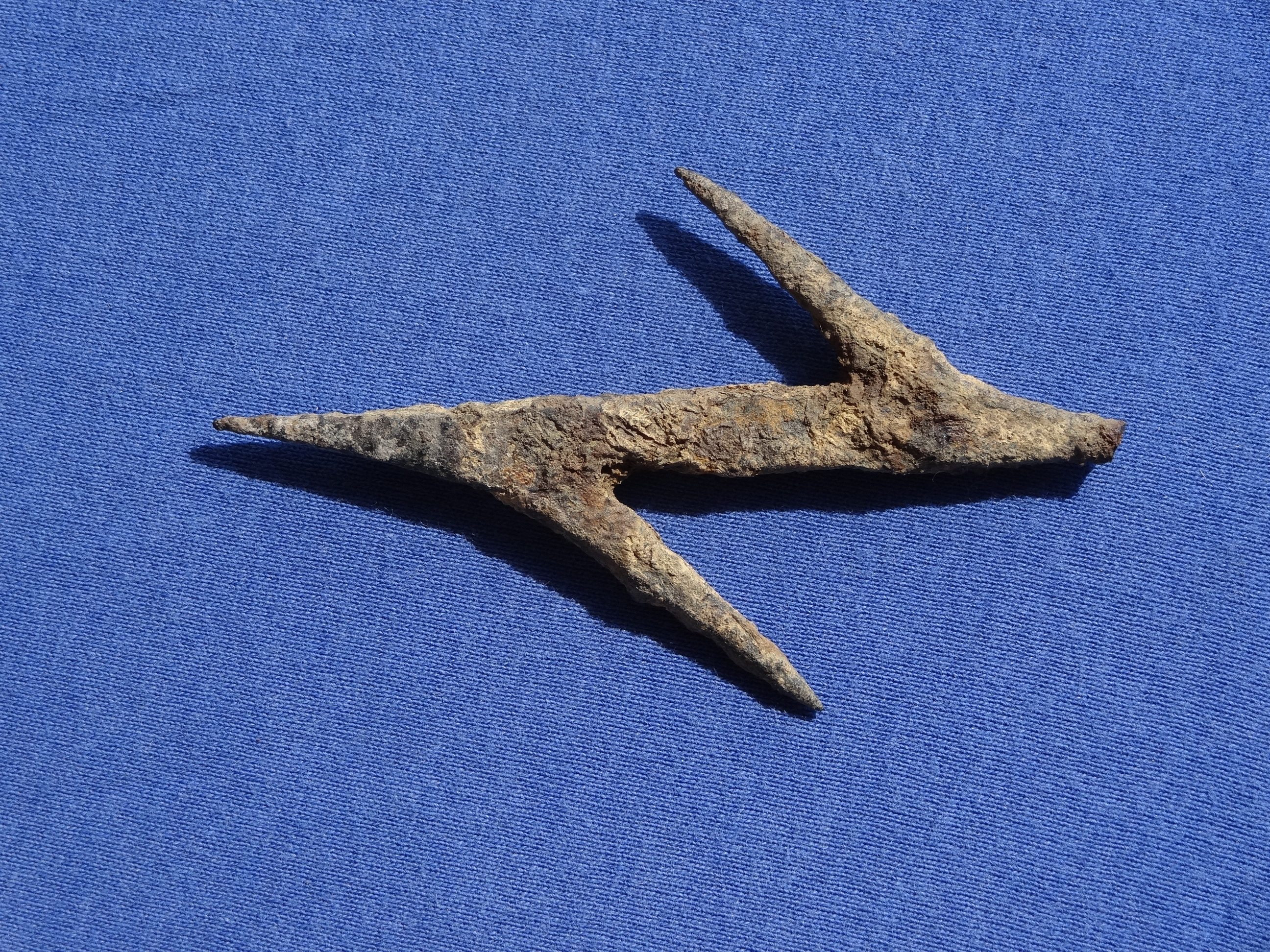
Gancio per lupi dell'VIII secolo rinvenuto negli scavi di Villa Arnesburg, sito carolingio a Lich

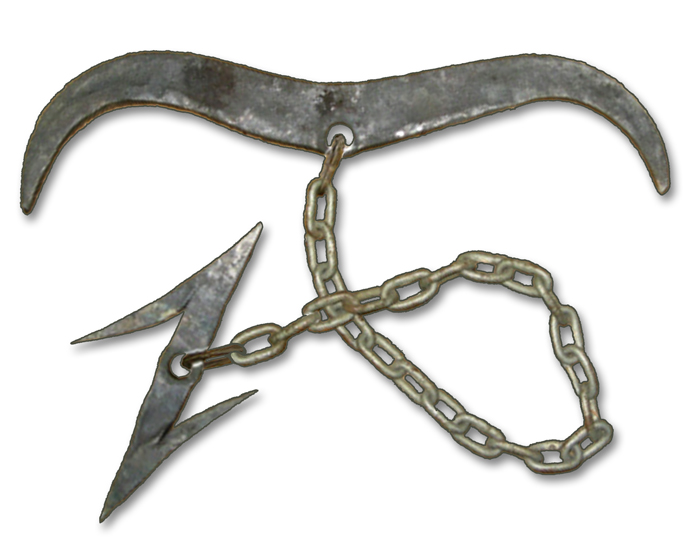
ricostruzione di una trappola per lupi a gancio

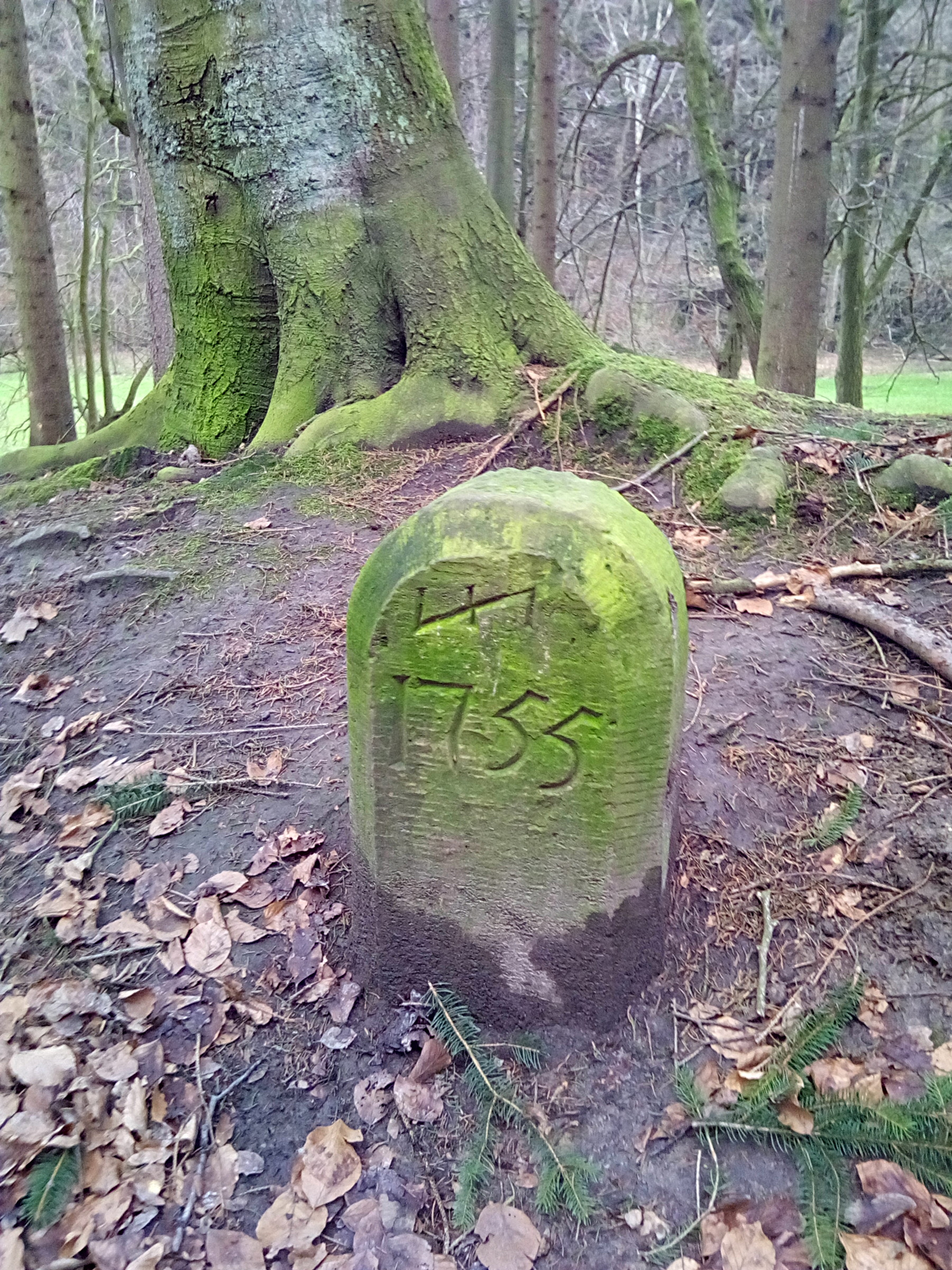
Il Wolfsangel su un cippo di confine del 1755, delimitante l'area forestale di Barsinghausen-Altenhof, Hannover

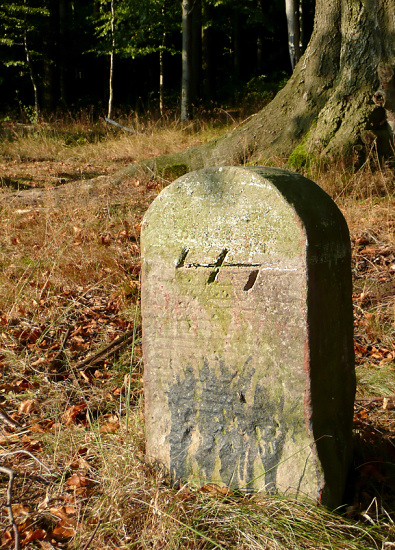
Il Wolfsangel su un cippo di confine delimitante una zona boschiva in Bassa Sassonia

Tale simbolo presenta delle analogie grafiche con la runa Eihwaz, sia in Fuþark antico che in Fuþorc col significato di "tasso", con la quale spesso è confuso. Non è presente in nessun alfabeto runico germanico antico, né appare nella simbologia in uso presso la mitologia norrena.
A differenza della runa Eihwaz, non erano noti esemplari prima del XV secolo fino al 2009, quando gli scavi archeologici nelle rovine di Falkenburg nel Detmold rinvennero 23 esemplari datati al XIII secolo usati come simboli delle corporazioni di scarpellini/tagliapietre.
Successivamente, nel 2014, negli scavi di Villa Arnesburg, sito carolingio a Lich, in Assia, fu rinvenuto un Wolfsangel del VIII secolo usato per la caccia al lupo, nascosto in un pezzo di carne, quale esca.
Ne è attestata la sua adozione in una rivolta popolare del XV secolo contro la nobiltà tedesca e i relativi mercenari; successivamente fu usato per simboleggiare libertà e indipendenza, nonché come simbolo di "foresta", sui cippi per i confini rurali e sulle uniforme dei forestali: nel 1616 in un trattato sui confini tra il Langraviato d'Assia-Kassel e il Ducato di Brunswick-Lüneburg tale simbolo sui cippi di confine fu chiamato Wulffsangel. In un documento del 1792 riguardo alle uniformi, la guardia forestale capo Adolf Friedrich von Stralenheim suggerì l'aggiunta di un simbolo simile al Wolfsangel, che chiamò Forstzeichen ("marchio di foresta"). A breve, il Wolfsangel fu utilizzato sui bottoni e sui cappelli delle guardie forestali di Hannover e per i guardiacaccia a Brunswick..

## Dal XX secolo
Con l'approfondirsi dell'interesse patriottico per il folklore tedesco tra la fine del XIX secolo e l'inizio del XX secolo, iniziò col movimento völkisch uno studio e recupero delle antiche tradizioni, che con esponenti come Guido von List, si orientò verso diversi aspetti esoterici. Quest'ultimo autore nel 1906 pubblicò Das Geheimnis der Runen ("il segreto delle rune"), il quale introduceva un alfabeto runico esoterico di propria ideazione (l'Armanen Futharkh), tra cui la runa Gibor, traslitterata come "G", derivata dalla runa Fuþark antico Eihwaz e graficamente ancor più simile al Wolfsangel.
In questo periodo il simbolo Wolfsangel fu "riscoperto" nell'ambito ariosofico e, come accadde con le rune incluse nell'Armanen Futharkh, ricondotto alla mitologia germanica, per ottenere una certa popolarità in Germania causa alla grande diffusione del romanzo Der Wehrwolf di Hermann Löns, edito nel 1910, dove il protagonista lo adottava come simbolo personale.

### Uso nel Terzo Reich

Simbolo 2. SS-Panzer-Division "Das Reich"

Con l'avvento del Terzo Reich il Wolfsangel fu dapprima l'emblema iniziale del Partito Nazista prima dell'adozione della svastica, successivamente fu incluso tra i simboli runici adottati dalle SS, derivanti con delle rivisitazioni dal Fuþark antico, nonché da 8 divisioni delle Wehrmacht, tra cui la 2. SS-Panzer-Division "Das Reich". Una sua variante fu utilizzata da alcune formazioni SS olandesi.
In ambito militare era usato da:
- 19. Infanterie-Division (divisione di fanteria)
- 19. Panzer-Division (divisione corazzata)
- 33. Infanterie-Division (divisione di fanteria)
- 206. Infanterie-Division (divisione di fanteria)
- 256. Infanterie-Division (divisione di fanteria)
- 2. SS-Panzer-Division "Das Reich" (divisione di corazzata delle Waffen-SS)
- 4. SS-Polizei-Panzergrenadier-Division (divisione delle Waffen-SS)
- 34. SS-Freiwilligen-Grenadier-Division "Landstorm Nederland" (divisione delle Waffen-SS), conosciuta anche come 2ª divisione olandese
- Panzer-Division Feldherrnhalle (divisione semi-corazzata)

In ambito paramilitare, era usato da:
- Flämische Nazionalsozialistische Kraftfahr Korps, corpo motorizzato in origine composto da autisti, meccanici e motociclisti.
- Werwolf, organizzazione di resistenza e guerriglia contro gli Alleati

In ambito civile, era usato da:
- Nationalsozialistische Volkswohlfahrt, organizzazione rivolta al benessere fisico, assistenza sociale, propaganda e formazione

Nei Paesi Bassi e in Belgio, fu utilizzato da:
- Nationaal-Socialistische Beweging, partito nazista olandese
- Vlaamse wacht / zwarte brigade (guardie "nere" fiamminghe) organizzazione paramilitare alle dipendenze del partito nazista fiammingo
- Dietse Militie / Dietsch militia, organizzazione paramilitare fiamminga, poi fusa con la Vlaamse wacht

Occasionalmente fu utilizzato anche da:
- Gioventù hitleriana, organizzazione per l'educazione della gioventù

### Uso neo-nazista
Come accade con il sole nero e altri simboli adottati dal Terzo Reich, il simbolo Wolfsangel presenta una immediata associazione con il nazismo, a tal punto che in alcuni paesi il suo utilizzo è vietato o regolamentato.
Al termine della seconda guerra mondiale, il simbolo è stato utilizzato dalle seguenti organizzazioni neonaziste:
- Wiking-Jugend ("gioventù vichinga"), fondata nel 1952, bandita nel 1994
- sezione Junge Front (JF) del Volkssozialistische Bewegung Deutschlands (VSBD), fondata nel 1971 e bandita nel 1982
- Aktion Nationale Sozialisten / Nationale Aktivisten (ANS/NA), fondata nel 1977, bandita nel 1983, riemersa come Nationale Sammlung, bandita nel 1989
- Terza Posizione, Italia, organizzazione neofascista fondata nel 1978, rimasta attiva fino al 1982
- Aryan Nations ("nazioni ariane"), Stati Uniti, fondata negli anni 1970, dichiarata organizzazione terroristica nel 2001
- Vitt Ariskt Motstånd ("resistenza dei bianchi ariani"), Svezia, attiva tra il 1991 e il 1993
- Partito Social Nazionalista Ucraino, fondato nel 1991, nel 2004 rinominato come Svoboda
- Battaglione Azov in Ucraina, formato nel 2014 da ultranazionalisti e neonazisti ucraini ed europei
- Battaglione Nazionale Careliano, unità facente parte della Legione internazionale di difesa territoriale dell'Ucraina

Terza Posizione
Logo di Aryan Nations
Simbolo del Partito Social Nazionalista Ucraino
Emblema del Battaglione Azov
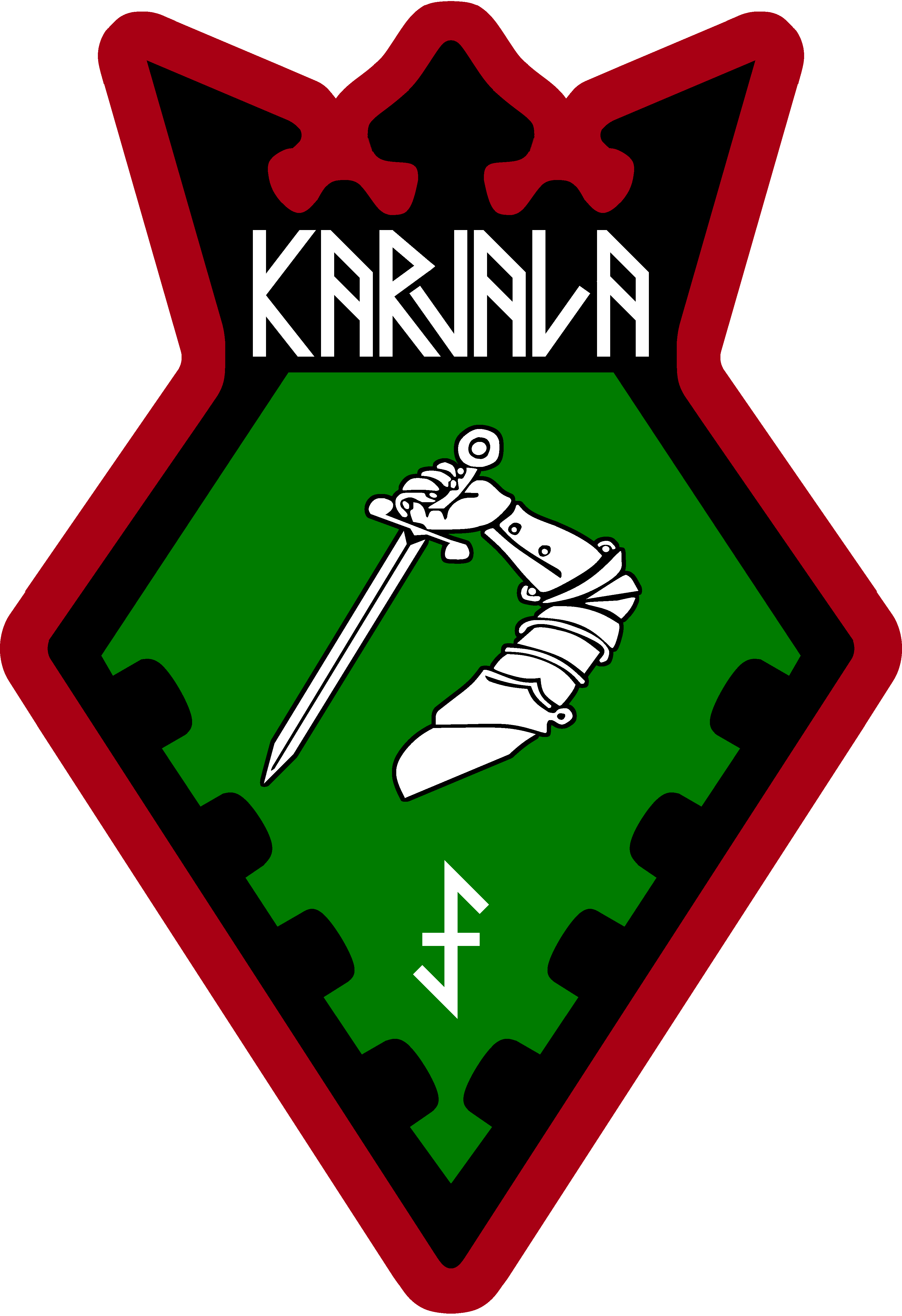
Emblema del Battaglione Nazionale Careliano

## Araldica
Il termine Wolfsangel appare la prima volta nel 1714 nella raccolta araldica Wapenkunst, associato a diversi simboli.
Il suo utilizzo come carico araldico è diffuso in svariati stemmi civici tedeschi.

Stemma del Comune di Erwitte, Renania Settentrionale-Vestfalia
Stemma del Comune di Idar-Oberstein, Renania-Palatinato
Stemma del Comune di Marpingen, Saarland
Stemma del Comune di Oestrich-Winkel, Assia
Stemma del Comune di Mommenheim, Renania-Palatinato
Stemma del Comune di Dassendorf, Schleswig-Holstein
Stemma del Comune di Ilvesheim, Baden-Württemberg
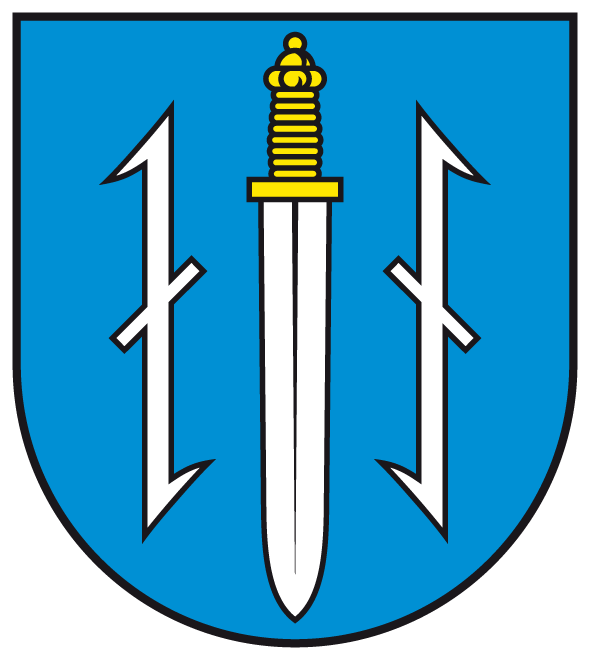
Stemma del Comune di Sibbesse, Bassa Sassonia
Stemma del Comune di Eppelborn, Saarland
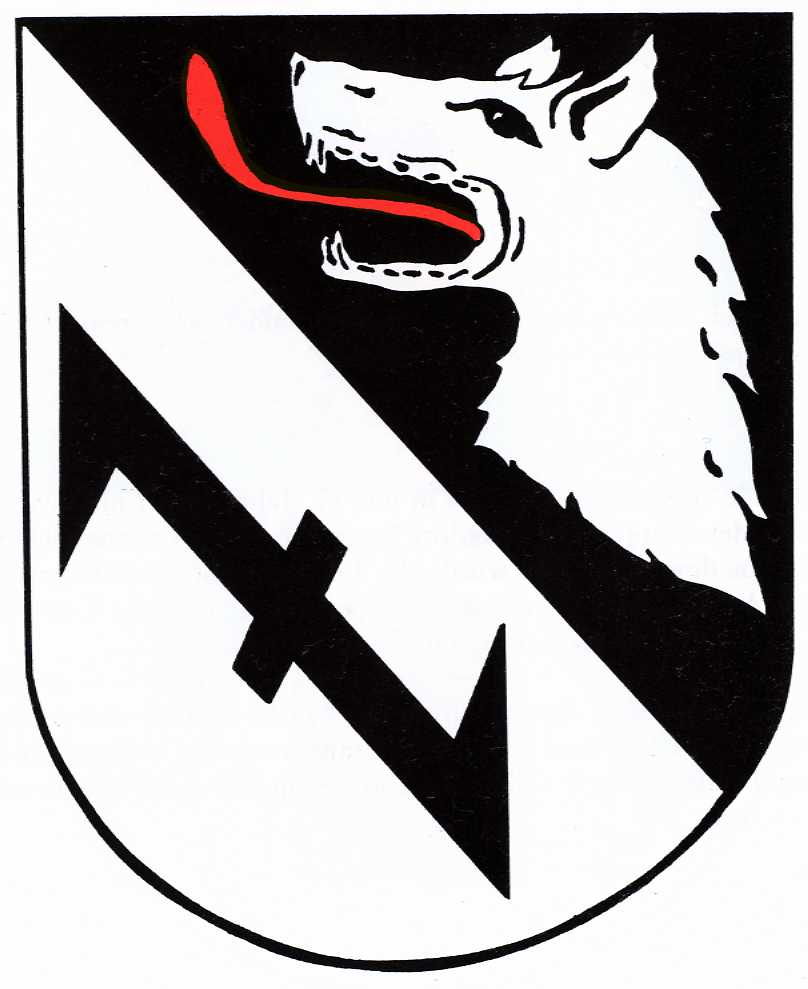
Stemma del Comune di Burgwedel, Bassa Sassonia
Stemma del Comune di Kleinblittersdorf, Saarland
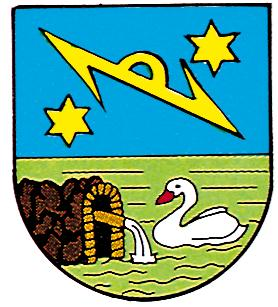
Stemma del Comune di Hollabrunn, Bassa Austria
Stemma di Bad Westernkotten, in passato municipalità e oggigiorno frazione di Erwitte, Renania Settentrionale-Vestfalia
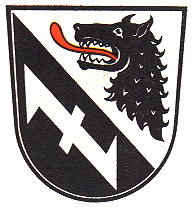
Stemma di Burgdorf, in passato del distretto oggigiorno incluso nel distretto di Hannover, Bassa Sassonia
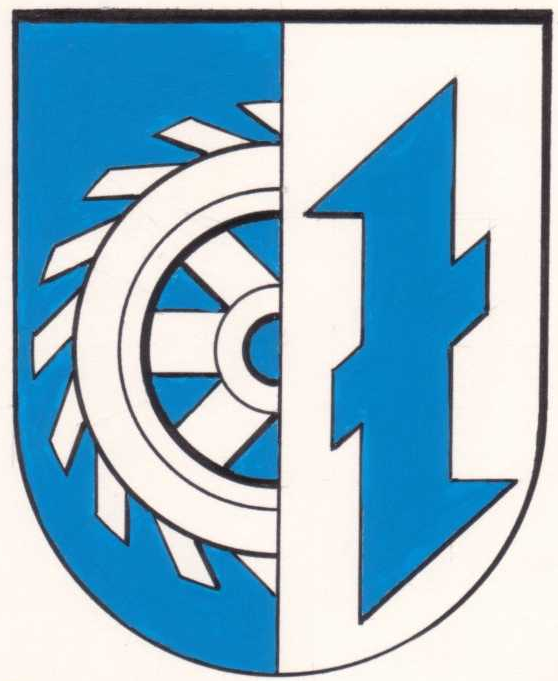
Stemma di Huelptingsen, villaggio facente parte di distretto di Burgdorf, Bassa Sassonia
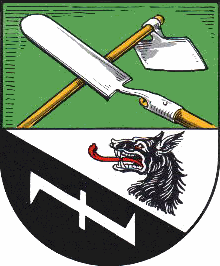
Stemma di Altwarmbüchen, oggigiorno frazione facente parte di Isernhagen, Bassa Sassonia
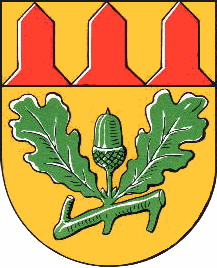
Stemma di Steinwedel, frazione facente parte di Lehrte, Bassa Sassonia
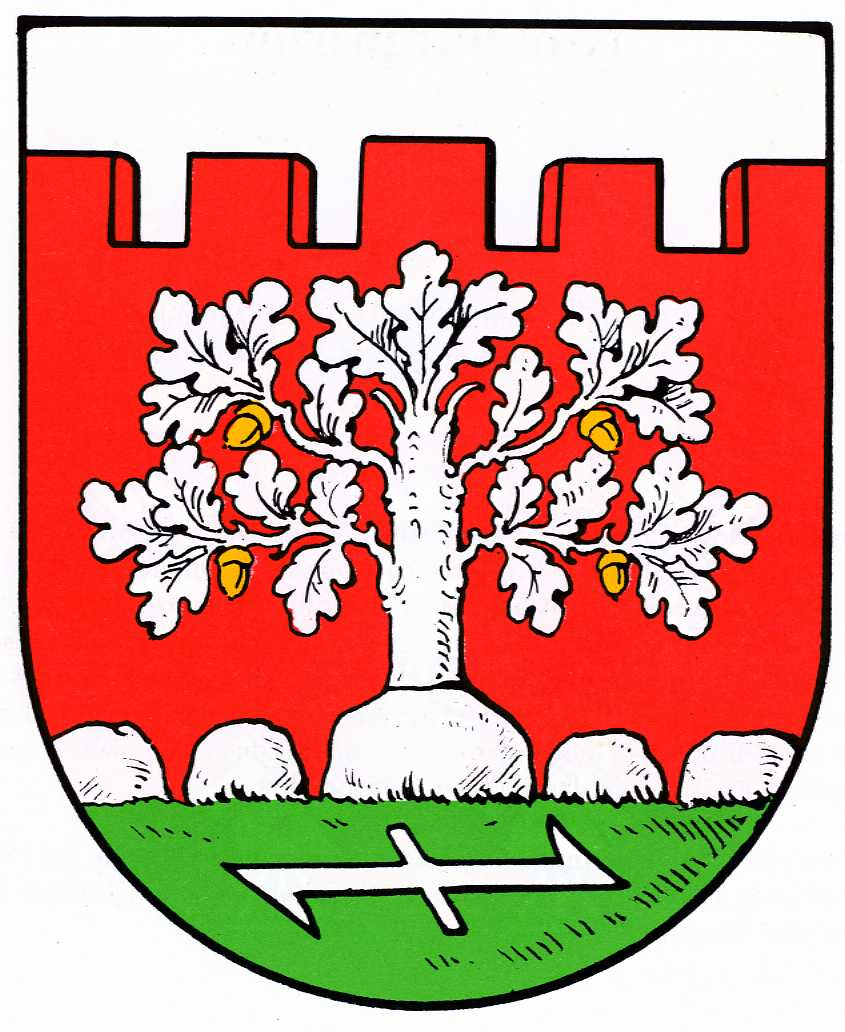
Stemma di Kleinburgwedel, frazione facente parte di Burgwedel, Bassa Sassonia
Stemma di Bornheim, oggigiorno quartiere di Francoforte sul Meno
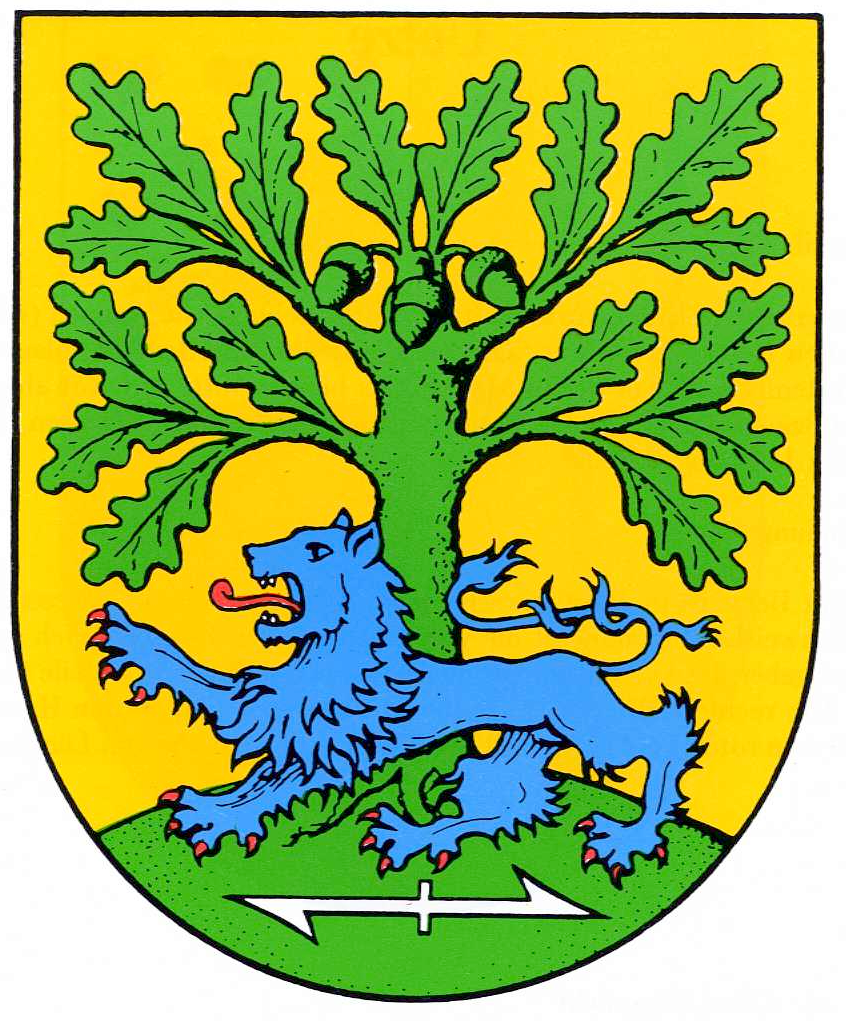
Stemma di Wedemark, municipalità del distretto di Hannover
Stemma di Resse, in passato comune oggigiorno quartiere di Wedemark
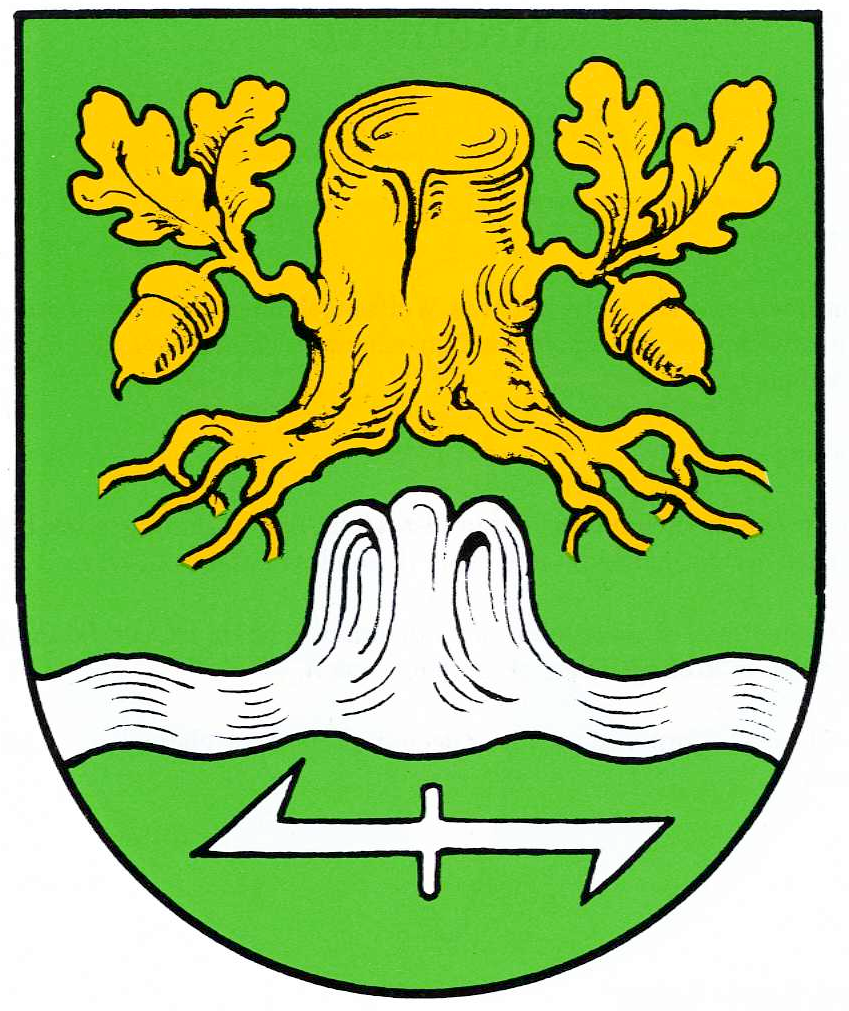
Stemma di Duden-Rodenbostel, frazione di Wedemark
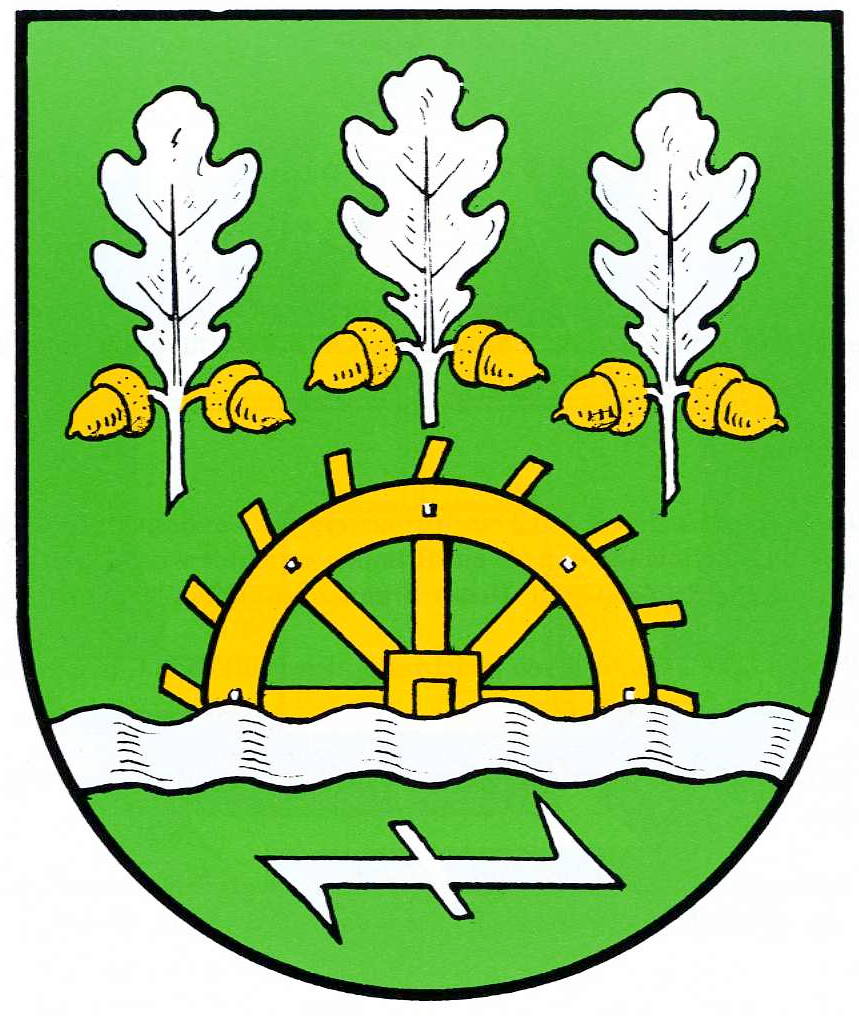
Stemma di Wappen Gailhof, frazione di Wedemark
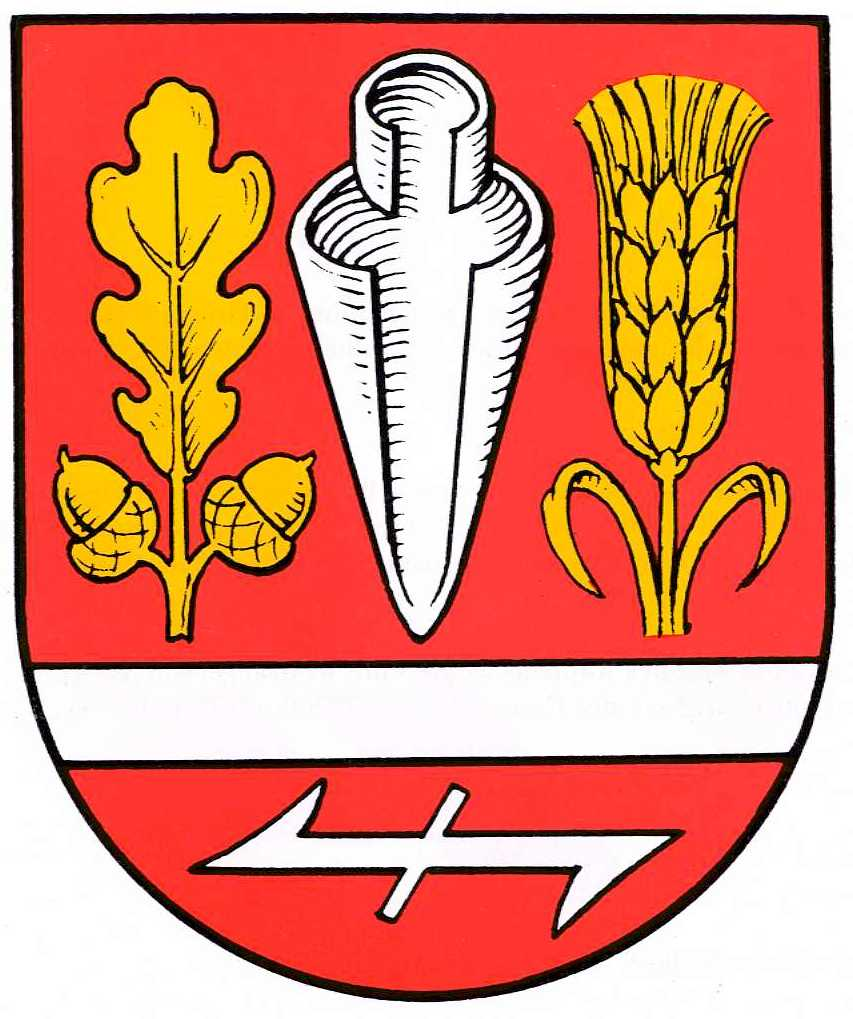
Stemma di Scherenbostel, frazione di Wedemark
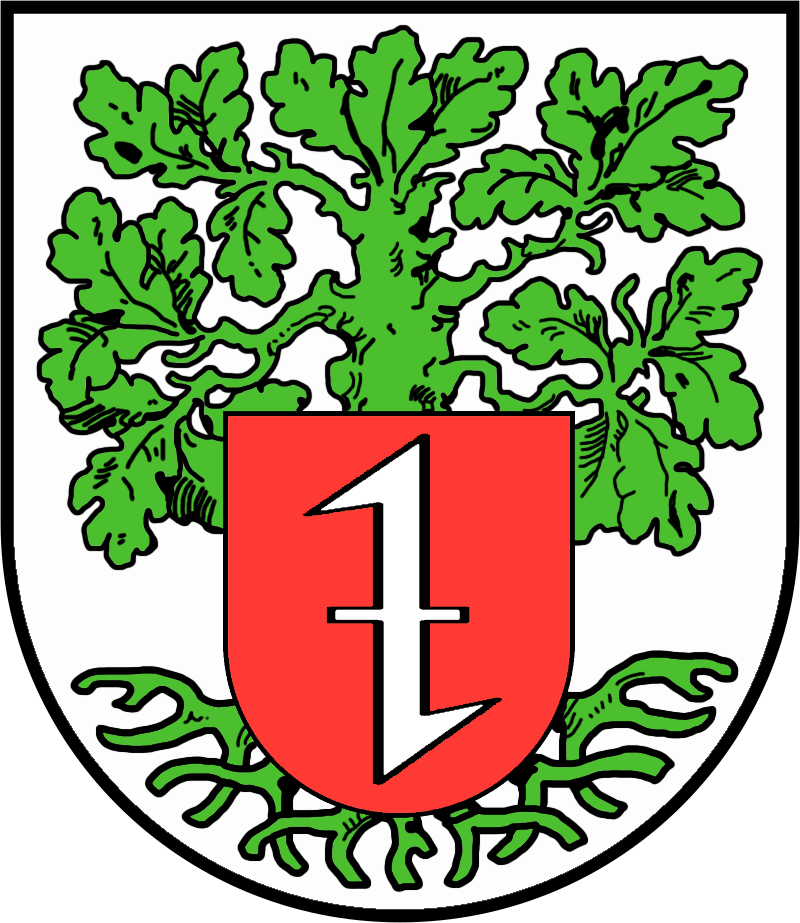
Stemma di Mellendorf, frazione di Wedemark
Stemma di Abbensen, frazione di Wedemark
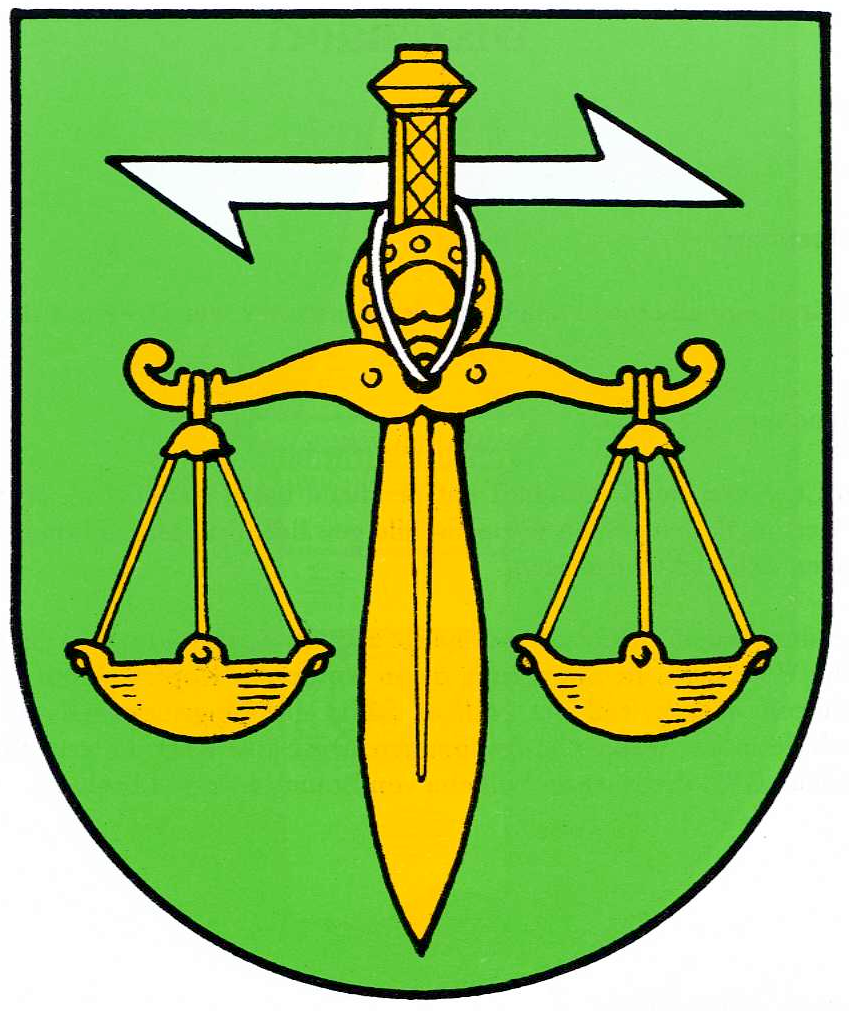
Stemma di Wappen Brelingen, frazione di Wedemark
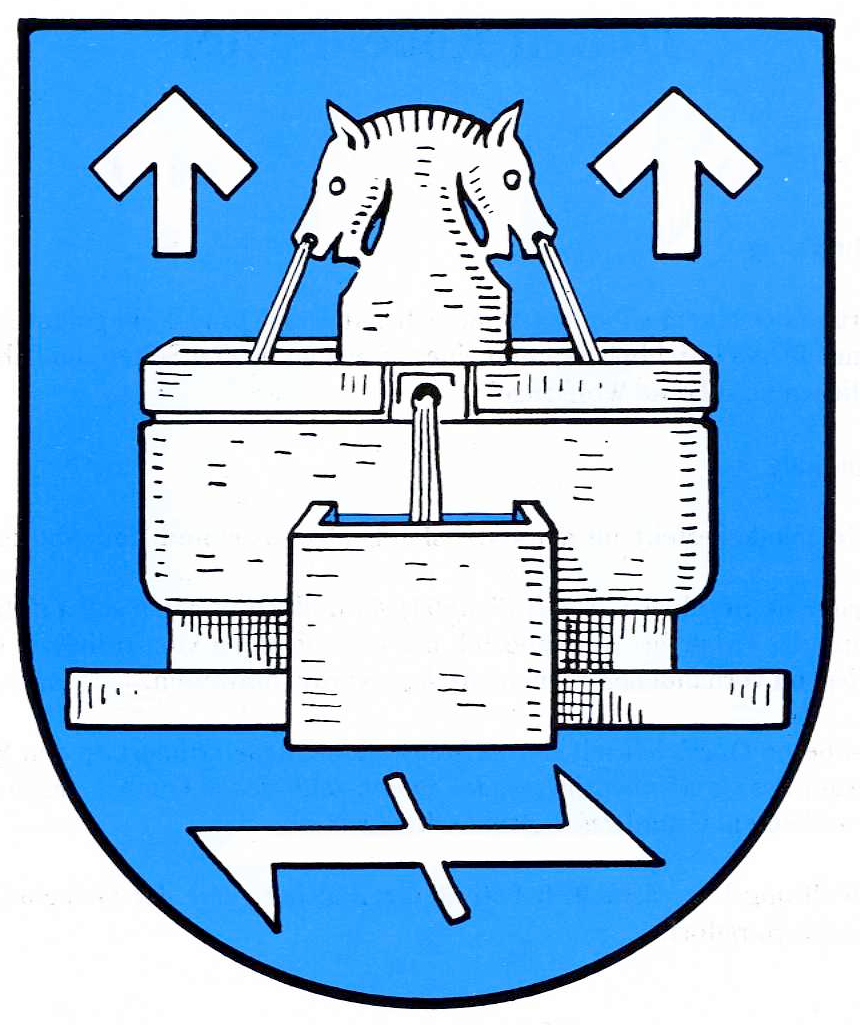
Stemma di Elze, frazione di Wedemark
Stemma di Negenborn, frazione di Wedemark
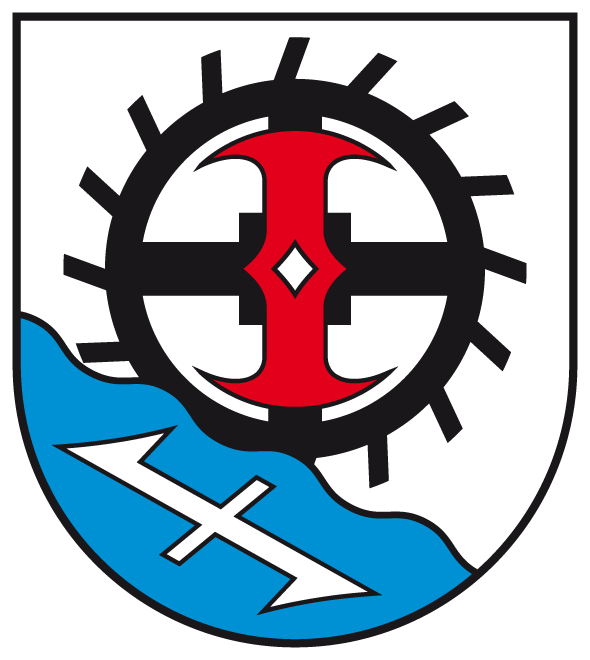
Stemma di Bennemuehlen, frazione di Wedemark
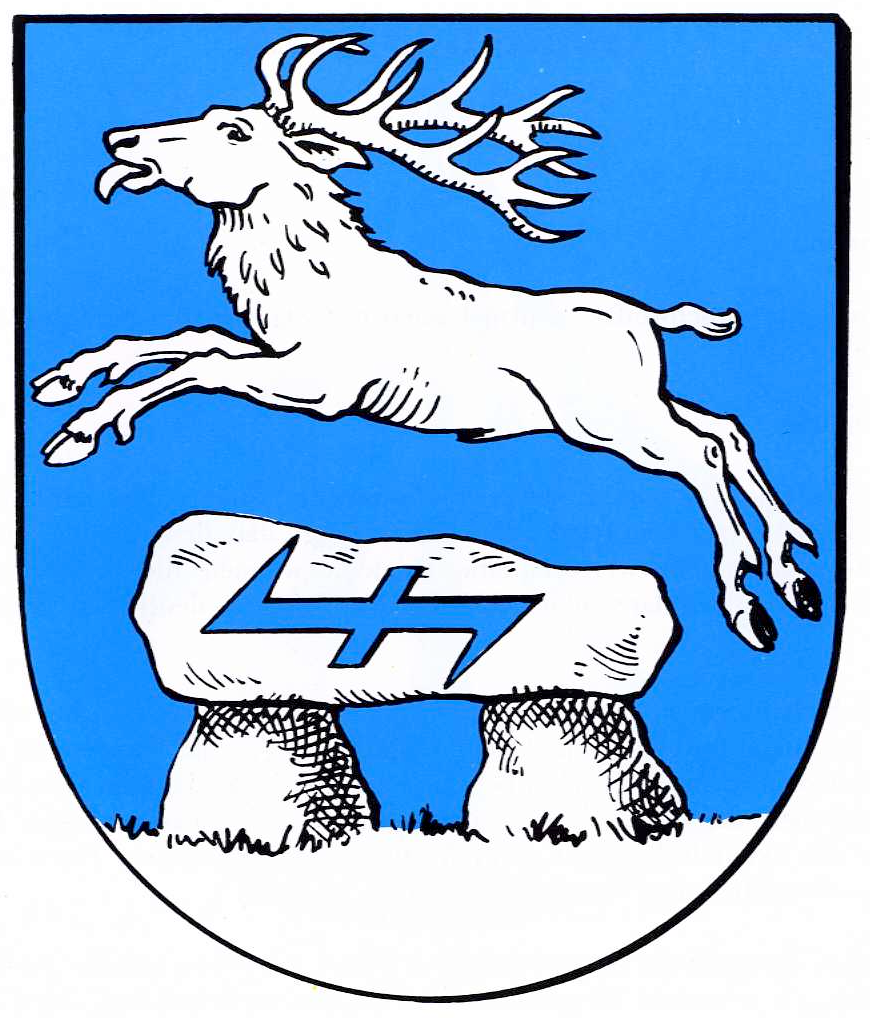
Stemma di Altmerdingsen, frazione di Uetze